# Mario Hirlé
Pour les articles homonymes, voir Hirlé.
Mario Hirlé, né le 23 mai 1925 à Schiltigheim (Bas-Rhin) et mort le 4 janvier 1992 à Strasbourg, est un musicien, auteur-compositeur français. Cofondateur, avec Germain Muller et Raymond Vogel, du cabaret strasbourgeois bilingue Le Barabli, il participe aux Compagnons de la chanson entre 1952 et 1953 puis en 1955.

## Biographie
Durant ses jeunes années, Mario Hirlé est un musicien connu à Strasbourg. Alors qu'il est « réquisitionné » par les Allemands pendant la guerre, il suit ses études de chef d'orchestre à Trossingen sous la direction de Hugo Hermann.
En 1949, il monte l'Amical Club du Jazz, un big band formé de professionnels et d'amateurs au nombre de quinze, tous passionnés de jazz. Un des membres en est Michel Hausser, un élève de Mario Hirlé. Le groupe s'éteint dans les années 1960.
Pour le Barabli, il compose les musiques qui accompagnent les textes de Germain Muller.
Sa tournée américaine avec les Compagnons de la chanson du 2 mai 1952 au 24 avril 1953 où il remplace Gérard Sabbat les conduit ainsi au Waldorf-Astoria de New York, au Palmer House de Chicago, au Thunderbird Casino à Las Vegas ou à l'Ambassador Hotel de Los Angeles. Pendant son absence, André Roos prend sa place au Barabli. Une seconde fois en 1955, Mario Hirlé remplace Jo Frachon pour une tournée à Londres au Palace Theater. Jean-Louis Jaubert lui propose alors un engagement définitif, mais Mario Hirlé reste fidèle au Barabli alsacien.
Il compose avec Germain Muller plusieurs opérettes, dont Prospectus, écrite pour 52 musiciens. Il est aussi l'auteur de plusieurs compositions et arrangements pour l'orchestre du Südwestrundfunk dans les années 1960.
Sa femme Raymonde réside à Strasbourg dans l'appartement familial, où il a composé au piano ses derniers morceaux jusqu'à son décès en 1991.
Il est le père d'Isabelle, Carine et Ronald Hirlé.